# 啮蚀叶冷水花
啮蚀叶冷水花（学名：Pilea longicaulis var. erosa）为荨麻科冷水花属下的一个变种。

## 扩展阅读
- 維基物種上的相關：啮蚀叶冷水花